# Кирпичный Завод (Оренбургская область)
Кирпичный Завод — посёлок в Соль-Илецком городском округе Оренбургской области, ранее в составе бывшего Саратовского сельсовета Соль-Илецкого района.

## География
Находится на расстоянии менее 3 километров по прямой на северо-запад от окружного центра города Соль-Илецк.

## Климат
Климат континентальный с холодной часто малоснежной зимой и жарким, сухим летом. Средняя зимняя температура −15,8 °C; Средняя летняя температура +21,2 °C. Абсолютный минимум температур −44 °C. Абсолютный максимум температур +42 °C. Среднегодовое количество осадков составляет 320 мм.

## История
Посёлок своё наименование получил по заводу. «Кирпичный завод № 3» и посёлок при нём основан, предположительно, в годы первой пятилетки: в 1930-31 году. В 1939 году посёлок значился как выселок Кирпичный сарай (с 1960 года значится уже как Кирпичный завод). В настоящее время кирпичный завод не действует.

## Население
Постоянное население составляло 578 человек в 2002 году (русские 63 %), 543 человека в 2010 году.